# Organizzazione per la Cooperazione di Shanghai
L'Organizzazione per la Cooperazione di Shanghai (OCS; in cinese 上海合作组织, pinyin: shànghǎi hézuò zǔzhī, 上合组织; in russo Шанхайская Организация Сотрудничества, ШОС; in inglese Shanghai Cooperation Organization, SCO) è un organismo intergovernativo fondato il 14 giugno 2001 dai capi di Stato di sei Paesi: Cina, Russia, Kazakistan, Kirghizistan, Tagikistan e Uzbekistan.
Questi paesi, con l'eccezione dell'Uzbekistan, facevano già parte del Gruppo di Shanghai. Dopo l'adesione dell'Uzbekistan, nel 2001, i membri dell'organizzazione decisero di cambiarne il nome in quello attuale.

## Stati partecipanti

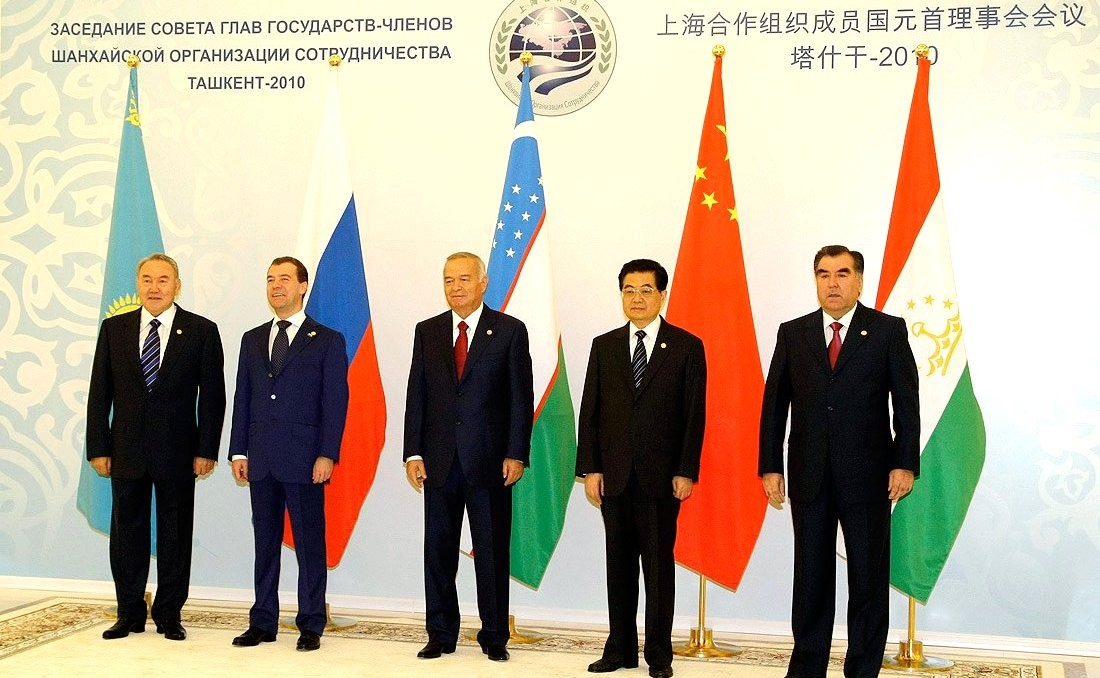
I rappresentanti di Kazakistan, Russia, Uzbekistan, Cina e Tagikistan fotografati sotto il logo dell'OCS.

Stati Membri
| Data           | Stato        | Ampliamento     |
| -------------- | ------------ | --------------- |
| 26 aprile 1996 | Cina         | Stati fondatori |
| 26 aprile 1996 | Kazakistan   | Stati fondatori |
| 26 aprile 1996 | Kirghizistan | Stati fondatori |
| 26 aprile 1996 | Russia       | Stati fondatori |
| 26 aprile 1996 | Tagikistan   | Stati fondatori |
| 15 giugno 2001 | Uzbekistan   | Primo           |
| 9 giugno 2017  | India        | Secondo         |
| 9 giugno 2017  | Pakistan     | Secondo         |
| 4 luglio 2023  | Iran         | Terzo           |
| 4 luglio 2024  | Bielorussia  | Quarto          |

## Le origini
Il Gruppo di Shanghai (o Gruppo dei Cinque) fu fondato nel 1996 a Shanghai e suggellato con la firma del Trattato per il rafforzamento dell'appoggio militare nelle regioni di confine da parte dei capi di Stato di Kazakistan, Cina, Kirghizistan, Tagikistan e Russia. Nel 1997, a Mosca, gli stessi paesi firmarono il Trattato per la riduzione delle forze militari nelle regioni di confine.
I successivi incontri si sono tenuti nel 1998 ad Almaty (Kazakistan), nel 1999 a Bishkek (Kirghizistan) e nel 2000 a Dušanbe (Tagikistan).
Nel 2001 la Cina, precisamente Shanghai, tornò ad ospitare l'incontro annuale. Fu durante questo incontro che i cinque stati membri optarono per l'inclusione dell'Uzbekistan, dando vita così al Gruppo dei Sei. Quindi, il 15 giugno 2001, i sei capi di Stato firmarono la Dichiarazione della Shanghai Cooperation Organization, con la quale, oltre ad esprimere un sentito encomio nei confronti dell'operato del Gruppo di Shanghai, veniva espressa la volontà di poter trasformare i meccanismi e gli accordi che legavano i sei stati membri in una forma di cooperazione ben più ampia ed articolata. Nel luglio del 2001 Russia e Cina, le due maggiori rappresentanti dell'Organizzazione, firmarono il Trattato per i buoni rapporti tra stati confinanti e per una cooperazione amichevole.
Nel giugno del 2002, i capi dei paesi aderenti all'Organizzazione si incontrarono in Russia, a San Pietroburgo. Qui firmarono lo statuto, nel quale venivano enunciati gli scopi, i principi, le strutture e le linee d'azione dell'organizzazione, consolidandone ufficialmente la struttura anche sotto l'aspetto del diritto internazionale.
Il 2 dicembre 2004 le è stato riconosciuto lo status di osservatore dell'Assemblea generale delle Nazioni Unite.

## Le attività

### Cooperazione per la sicurezza
La linea d'azione dell'Organizzazione per la Cooperazione è fortemente influenzata dalle preoccupazioni espresse dai paesi membri dell'Asia centrale relativamente alla sicurezza, identificando nel terrorismo, nel separatismo e nel fondamentalismo le principali minacce alla loro esistenza.
Nel 2003 venne costituito a Shanghai un centro per l'anti-terrorismo e durante il vertice di Tashkent, tenutosi dal 16 al 17 luglio 2004, si pervenne ad un accordo per l'istituzione di una Struttura regionale per l'anti-terrorismo (RATS, Regional Anti-Terrorism Structure). Il 21 aprile 2006 l'Organizzazione decise di fondare un nuovo organismo per rafforzare il proibizionismo e combattere i crimini relativi alla produzione ed al commercio di droga. Nell'aprile 2006 Grigory Logninov ha dichiarato che nonostante l'Organizzazione non avesse in programma di trasformarsi in un blocco militare, il crescente aumento delle minacce di "terrorismo, fondamentalismo e separatismo" rendeva necessario un massiccio coinvolgimento delle forze armate. L'Organizzazione ha finora effettuato numerose esercitazioni militari: la prima, nel 2003, avvenne in due fasi distinte, dislocate una in Kazakistan e l'altra in Cina. La prima esercitazione militare congiunta tra Russia e Cina, denominata Peace Mission 2005, si è svolta su una scala ben più ampia il 19 agosto 2005, anche se al di fuori della struttura dell'Organizzazione. Visto il buon esito delle esercitazioni cino-russe, le autorità russe hanno cominciato a parlare di un possibile ruolo militare dell'Organizzazione e dell'eventualità che anche l'India potesse, in un prossimo futuro, aggiungersi alle esercitazioni.
Le più recenti esercitazioni congiunte si sono svolte tra il 9 e il 17 agosto 2007 a Čeljabinsk e un'altra è programmata in Asia Centrale, come deciso durante l'incontro dei ministri della Difesa nell'aprile 2006. È probabile l'impiego di mezzi dell'aviazione e di armi ad alta precisione. Il ministro della Difesa russo, Sergei Ivanov, ha dichiarato che le esercitazioni avranno luogo in piena trasparenza e saranno aperte ai mezzi di informazione ed al pubblico. Le esercitazioni militari a Čeljabinsk, le prime congiunte di tutti i Paesi del gruppo di Shanghai, sono state seguite dal premier russo Putin e quello cinese Hu. Le manovre sono state seguite anche dai leader degli altri quattro paesi centro-asiatici che fanno parte dell'Organizzazione e hanno partecipato più di 6.000 soldati, in gran parte russi e cinesi, e oltre 70 tra elicotteri e aerei. È stato simulato l'attacco contro un migliaio di ribelli che hanno occupato un villaggio, preso degli ostaggi e che si accingono ad attraversare una vicina frontiera.
L'ultimo incontro dei ministri della Difesa si è svolto il 16 agosto 2007 a Bishkek, capitale del Kirghizistan. Teheran avrebbe chiesto di entrare nel Gruppo di Shanghai (Sco) (fonte agenzia Itar-Tass, citando il vice ministro degli esteri russo Aleksander Losiukov), inoltre il presidente iraniano Mahmud Ahmadinejad ha definito lo scudo spaziale Usa come una minaccia, non solo per un singolo Paese, ma per tutta l'Asia; Ahmadinejad si è detto convinto che il gruppo di Shanghai "riuscirà a prevenire l'uso della forza e delle minacce e il tentativo di imporre la propria volontà da parte di alcune potenze" e "sarà messaggero di pace e amicizia nel mondo intero". Durante l'incontro la Russia ha proposto di convocare una conferenza sull'Afghanistan sotto l'egida dell'Organizzazione.

### Cooperazione economica
Il 23 settembre 2003 venne firmato dagli stati membri un abbozzo di accordo per incrementare la cooperazione economica. Nel corso dello stesso incontro il primo ministro cinese Wen Jiabao aveva proposto l'obiettivo a lungo termine di costituire un'area per il libero commercio nell'ambito dei paesi aderenti all'Organizzazione, mentre altre misure più immediate sarebbero state prese per migliorare e facilitare lo scambio delle merci nella regione. L'anno successivo, il 23 settembre 2004, è stato approvato un piano di monitoraggio comprensivo di un centinaio di azioni specifiche.
Durante l'incontro svoltosi a Mosca il 26 ottobre 2005 il segretario generale dell'organizzazione ha dichiarato che l'Organizzazione avrebbe dato la priorità ai progetti comuni per lo sviluppo energetico, principalmente nel settore del gas e del petrolio, l'esplorazione di nuove riserve di idrocarburi e lo sfruttamento congiunto delle riserve d'acqua. La creazione di un consiglio interbancario dell'Organizzazione è stato, in quell'occasione, il risultato di un accordo pensato per il finanziamento di futuri progetti congiunti. Il primo incontro della Interbank Association ha avuto luogo a Pechino il 21 e 22 febbraio 2006.

### Cooperazione culturale
La cooperazione culturale è un'altra delle prerogative dell'Organizzazione per la cooperazione. I ministri della cultura degli stati membri si sono incontrati per la prima volta a Pechino il 12 aprile 2002, sottoscrivendo una dichiarazione d'intenti per la continuità della cooperazione. Durante il vertice di Astana, nel 2005, ha avuto luogo il primo Festival delle Arti. Il terzo incontro dei ministri si è svolto a Tashkent il 27 e 28 aprile 2006.

### Stati osservatori e adesioni
Afghanistan e Mongolia sono Stati osservatori. Nel 2004 la Mongolia è stata la prima nazione a vedersi assegnato lo status di osservatore, durante il vertice di Tashkent. È stato poi il turno di Pakistan, India e Iran il 5 luglio 2005, in occasione dell'incontro di Astana.
La richiesta degli Stati Uniti d'America di essere ammessi come "osservatori" è stata respinta nel 2006, adducendo come motivazione la mancanza di una frontiera comune.
Anche la Bielorussia ha presentato la richiesta di ammissione e pare che, a questo riguardo, le sia stato promesso sostegno da parte del Kazakistan. In ogni caso il ministro della Difesa russo, Sergei Ivanov, ha espresso dei dubbi sulla probabilità dell'accoglienza della richiesta della Bielorussia, affermando che la Bielorussia è un paese puramente europeo. Nonostante ciò, durante il vertice di Ekaterinburg del 2009 è stato concesso alla Bielorussia lo status di partner del dialogo, che ha ricevuto ufficialmente il 28 aprile 2010. Dopo averne presentato domanda nel 2012, ha ricevuto lo status di osservatore nel 2015. Dal 4 luglio 2024 la Bielorussia è stato membro.
Nel 2017, durante il vertice di Astana, India e Pakistan sono divenuti membri effettivi.
Dal 2006 l'Iran era in attesa di essere elevato al rango di membro a pieno titolo dell'Organizzazione. Nel 2021 l'agenzia di stampa cinese Xinhua ha annunciato che era stato invitato ad unirsi all'Organizzazione. Il 15 settembre 2022 è diventato membro tramite l'apposito memorandum; l'adesione è stata poi formalizzata a tutti gli effetti il 4 luglio 2023.
Li Hui, segretario del Ministero degli Esteri cinese, ha dichiarato che non accetterà nuovi membri se non in conseguenza di studi molto approfonditi. Anche secondo Grigory Logninov, membro permanente russo nella segreteria dell'Organizzazione, l'allargamento è impedito da "un meccanismo immaturo che regola l'ammissione di nuovi membri". Il segretario generale Zhang Deguang ha aggiunto che un'eccessiva espansione avrebbe potuto ostacolare l'intensificazione della cooperazione.

## Le relazioni internazionali
Sebbene nella dichiarazione che è alla base della costituzione dell'Organizzazione si legga che "non è un'alleanza intesa contro altri stati e regioni ed aderisce al principio di apertura", alcuni esperti internazionali sostengono che si tratti di qualcosa di molto simile ad un’alleanza geostrategica.
La capacità del gruppo di agire con metodo e coordinamento è stata limitata dagli interessi contrapposti di Russia e Cina. All'indomani degli attacchi dell'11 settembre 2001 e del loro impatto sui prezzi del petrolio e del gas, l'Organizzazione non è stata capace di sviluppare una politica coordinata contro il terrorismo e non è riuscita a confrontarsi in modo unitario con gli Stati Uniti che, dal canto loro, sono stati invece capaci di accrescere in modo consistente la propria influenza, offrendo aiuti e riuscendo a convincere gran parte degli stati membri dell'Asia Centrale a concedere il loro territorio per l'installazione di basi militari.
Le guerre in Afghanistan ed Iraq hanno favorito l'espansione della presenza militare statunitense in Uzbekistan, Tagikistan e Kirghizistan. Dal vertice dell'Organizzazione di Astana (Kazakistan) del luglio 2005 venne la sollecitazione a stabilire una tabella di marcia per il ritiro delle truppe statunitensi dai territori degli stati membri. Poche settimane dopo, l'Uzbekistan chiese agli Stati Uniti di lasciare la base aerea K-2. A questo vertice hanno partecipato per la prima volta con lo status di osservatori anche India, Iran e Pakistan.